# Jelena Krstic

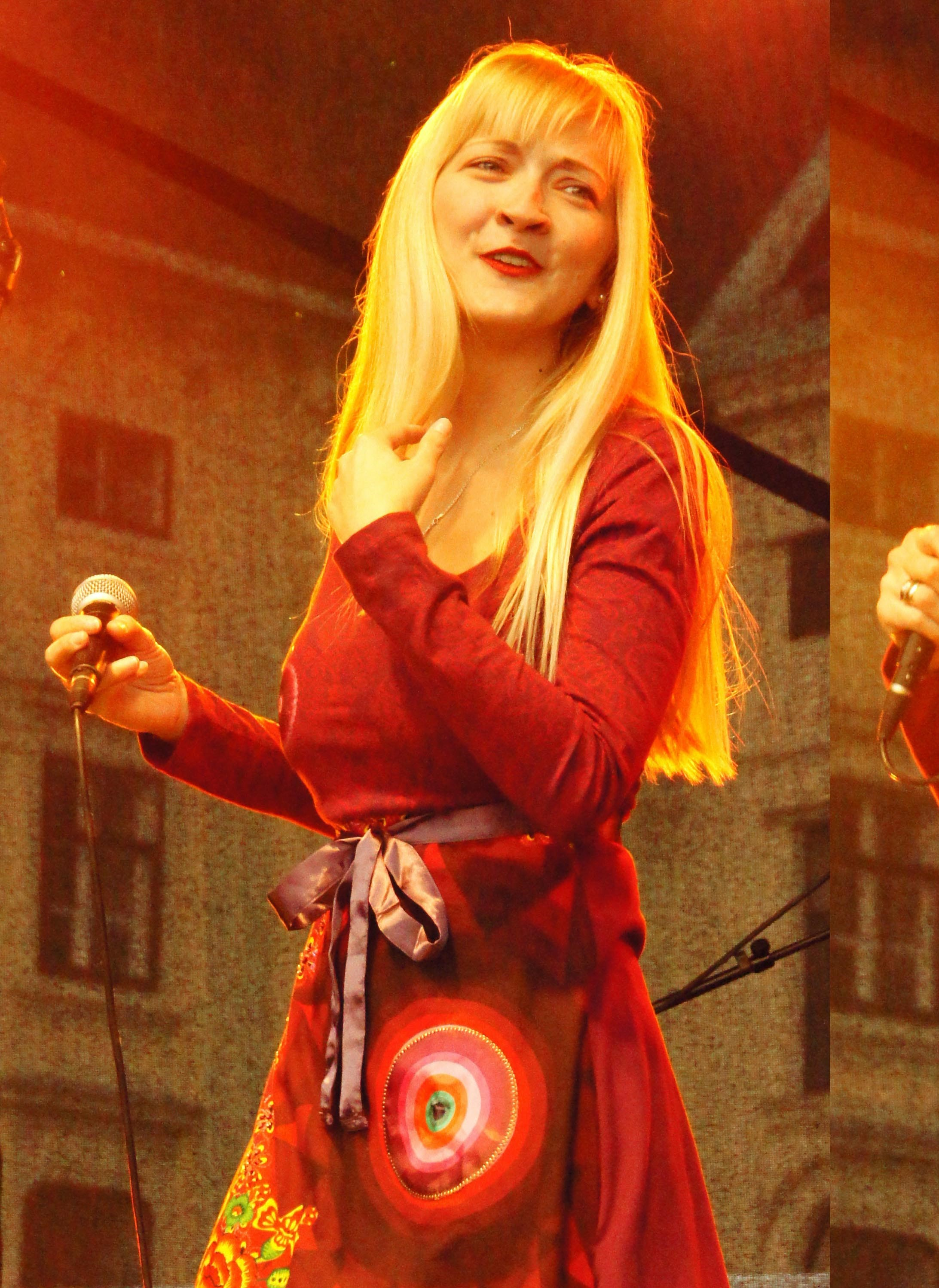
Jelena Krstic (2013)

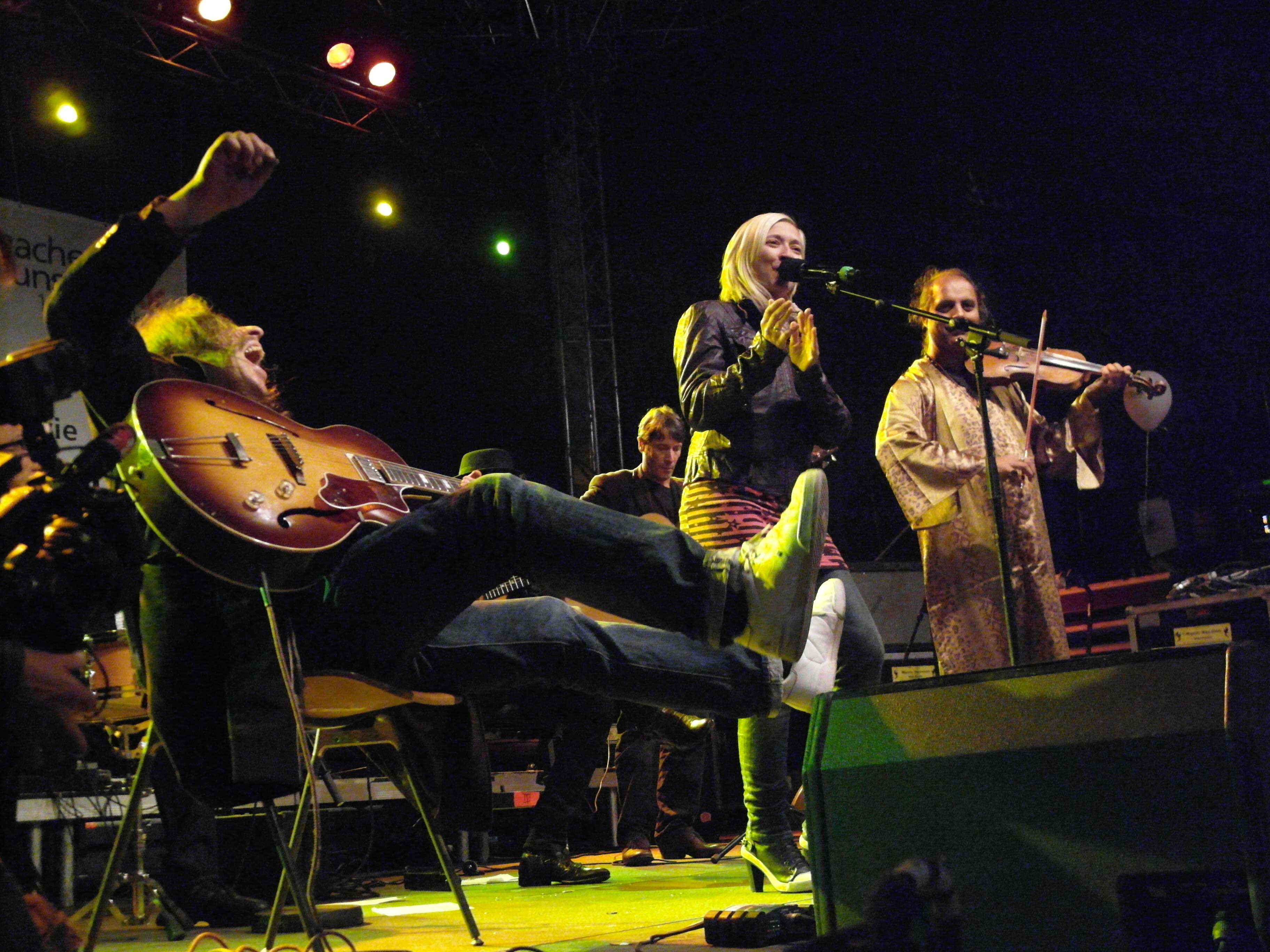
Harri Stojka (Gitarre), Jelena Krstic (Gesang) und Moša Šišic (Violine), 2010

Jelena Krstic (* 7. Januar 1981 in Kovin, Serbien als Jelena Simic), Künstlername YELL, ist eine serbische Sängerin. Sie tritt seit 2008 unter anderem mit der Gypsy-Jazz-Ikone Harri Stojka auf und singt Weltmusik, Jazz sowie klassische Roma-Lieder.

## Leben
Jelena Krstic wuchs in einer Musikerfamilie in Kovin auf. Schon mit vier Jahren hatte sie ihren ersten Auftritt. Mit 15 Jahren zog sie zu Hause aus und besuchte in Belgrad das Musikgymnasium, das sie im Jahr 2000 abschloss.
Gleich darauf übersiedelte sie nach Österreich und studierte Gesang an der Universität für Musik und Darstellende Kunst in Graz, später Komposition und Musiktheorie am Wiener Konservatorium  (Abschluss 2007). 2006 spielte Kristic in einer Gastrolle am Theater an der Wien im Musical „Mitsuko“ mit Uwe Kröger.
Von 2008 bis 2010 trat sie im Rahmen des Projektes „Grooveheadz“ bei verschiedenen Festivals auf, zum Beispiel in der Türkei, USA (New York, Washington), Österreich, Deutschland, Ungarn, Serbien. Seit 2008 singt sie in der Band von Harri Stojka.

## Auszeichnung
2005 gewann sie den österreichischen Gesangswettbewerb The Voice, wo sie den Preis für die beste österreichische Stimme erhielt.

## Alben
- Harri Stojka Gitancoeur - Gitancœur d’Europe, 2011 (europäische Klassiker der Roma-Musik; Jelena Krstic singt, Harri Stojka spielt Gitarre)

## Film
- Gypsy Spirit. Harri Stojka. Eine Reise. Regie: Klaus Hundsbichler, Österreich / Indien 2010, 91 min (Dieser Film mit Jelena Krstic ist mit der „Romy“ als „Bester Kinodokumentarfilm 2011“ ausgezeichnet worden.)[3]